# Нонейм Джейн
Нонейм Джейн (англ. Noname Jane, настоящее имя Ада Мэй Джонсон, известная также под псевдонимом Вайолет Блу ; род. 27 марта 1977, Абердин, Вашингтон, США) — американская порноактриса, телемит.

## Ранняя жизнь

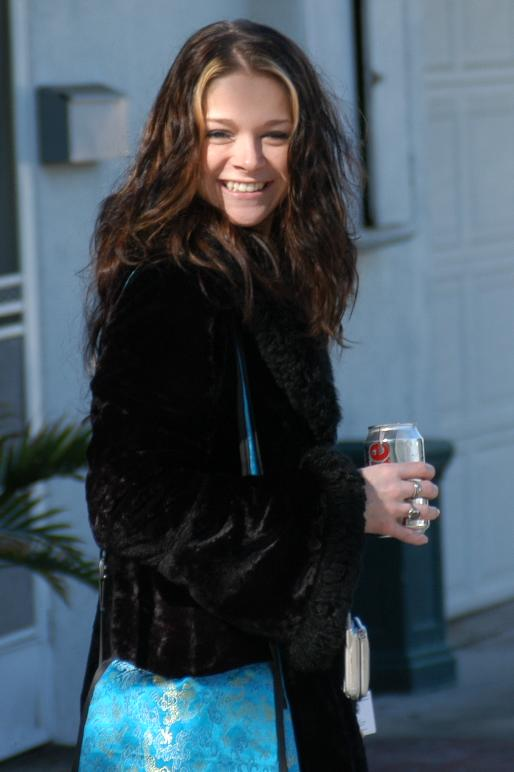
Нонейм Джейн на съёмках фильма Bang My White Tight Ass 17, декабрь 2004 г.

Родилась 27 марта 1977 года в Абердине, штат Вашингтон. Имеет индейские (чероки), голландские, английские и французские корни. Заявила, что начала «возиться с мальчиками» примерно в возрасте 7 лет и что потеряла девственность в 13 лет, в то время как её родители играли в бинго. В 16 лет начала изучать магию и колдовство. В 21 год была посвящена в Орден восточных тамплиеров, религиозной организации Телемы.

## Карьера
Утверждает в интервью, что до карьеры в порно работала стриптизершей в Солт-Лейк-Сити, и начала сниматься в порнофильмах в Лос-Анджелесе только после того, как порнографические журналы не заинтересовались ей. Снялась более чем в 300 порнофильмах под именем «Вайолет Блу», некоторые из которых были произведены Wicked Pictures и Vivid Entertainment. Фильмы стали популярны в Японии, и она снялась в двух порнофильмах с японскими актёрами. Её представляло агентство талантов Gold Star Modeling.

### Завершение карьеры
В апреле 2005 года Нонейм Джейн объявила, что в мае вернётся в родной штат Вашингтон, а её муж останется в Лос-Анджелесе, чтобы продолжать работать на порнографа Стоуни Кертиса (Stoney Curtis). Её мать купила дом, в котором она будет жить. Актриса заявила, что хочет помочь заботиться о своем больном отце и дать сыну здоровую обстановку. Джейн заявила, что её по-прежнему будет представлять Gold Star Modeling, и также сказала, что «будет скучать по своим друзьям из porn valley, поэтому дайте мне знать, когда вы будете иметь меня в виду для проекта».
В августе 2006 года актриса объявила по электронной почте, что больше не будет выступать в порносценах с мужчинами, потому что хочет моногамных отношений со своим парнем Диком Дейнджером (Dick Danger). В мае 2007 года она родила второго ребенка, девочку, которую назвала Clover. Также она ведёт интернет-радиошоу под названием «Рецепты секса» (Recipes for Sex) на KSEX. В июле 2007 года объявила о «распродаже памятных вещей», предложив одежду, которую носила, и секс-игрушки, которые использовала в фотосессиях и фильмах.
В январе 2009 года Джейн объявила в своем блоге на Myspace, что возобновит работу с мужчинами. В августе 2010 года в том же блоге последовало новое заявление, что она будет выступать только с одним актёром, Диком Дейнджером, и что, несмотря на более раннее заявление, она впоследствии не работала с другими мужчинами.

## Иск и смена псевдонима
В большинстве фильмов актриса использовала сценический псевдоним «Вайолет Блу», до тех пор, пока в 2007 году писатель и сексуальный педагог Вайолет Блу не подала судебный иск за нарушение авторских прав. Псевдоним был сначала изменён на «Виолетта Блу», а затем на «Нонейм Джейн».

## Премии и номинации
- 2002 AVN Award — Лучшая новая старлетка[14]
- 2003 AVN Award — лучшая актриса второго плана (номинация)
- 2003 AVN Awards — лучшая сцена группового секса — за Heroin (номинация)[15]
- 2003 XRCO Award — лучшая групповая сцена — за Heroin (номинация)[16]